# Joëlle Bergeron
Joëlle Bergeron  (* 28. Juni 1949 in Charlieu, Loire) ist eine französische Politikerin und seit Juli 2014 Abgeordnete des Europäischen Parlaments. Sie war von 1972 bis 2014 Mitglied des Front National und wurde über dessen Liste ins Europäische Parlament gewählt, verließ die Partei jedoch kurz nach der Wahl und schloss sich der Fraktion „Europa der Freiheit und der direkten Demokratie“ an.

## Karriere
Bergeron war, wie ihr späterer Ehemann Daniel Bergeron, seit dessen Gründung im Jahr 1972 Mitglied des Front National (FN). Daniel Bergeron war bis zu seinem Tode im Jahr 2010 in mehreren nationalen und regionalen Wahlen Frankreich als Kandidat des FN aufgetreten. Nach seinem Tod übernahm Joëlle Bergeron seinen Listenplatz und wurde für die folgenden Parlaments- und Senatswahlen aufgestellt.
Bei der Europawahl im Mai 2014 zog Bergeron für den FN ins Europäische Parlament (EP) ein. Nur kurze Zeit nach ihrem Wahlerfolg forderten Parteifunktionäre sie auf, von ihrem Mandat zurückzutreten. Hintergrund war, dass Bergeron sich für ein Wahlrecht von Einwanderern eingesetzt hatte. In der Folge trat sie nach 42 Jahren, zwei Tage nach der Wahl, aus dem FN aus und zog als parteilose Abgeordnete ins EP ein. Wenig später schloss sie sich der von Nigel Farage geführten Fraktion „Europa der Freiheit und der direkten Demokratie“ an, wobei dieser Beitritt für die Fraktionsbildung wichtig war, da dazu Mitglieder aus mindestens sieben EU-Staaten benötigt werden.
Im Europaparlament ist sie unter anderem Mitglied des Rechtsausschusses, der Delegation im Gemischten Parlamentarischen Ausschuss EU-Mexiko und der Delegation in der Parlamentarischen Versammlung Europa-Lateinamerika.